# Аблямитов, Фуат Якубович
Фуат Якубович Аблямитов (1937—2007) — крымскотатарский общественный активист, кандидат медицинских наук (1973), депутат Верховного Совета АР Крым II созыва.

## Биография
Родился 15 июня 1937 года в городе Симферополь (Крымская АССР). Мать Султание работала фармацевтом, отец Якуб Аметович преподавал в сельскохозяйственном институте. В 1938 году его отец был расстрелян «за шпионаж на турецкую, немецкую, английскую и японскую разведки». Опасаясь преследований, мать с двумя малолетними сыновьями в 1944 году решила переехать к семье в Турцию. Однако в Румынии сама явилась в комендатуру — чтобы не подвергнуть опасности соотечественников, которые несколько лет оказывали приют беженцам. В 1949 году Фуата с братом и матерью как «предателей» отправили вслед за депортированными крымскими татарами в Среднюю Азию.
В течение 1955—1957 годов работал чертёжником на Ташкентском электротехническом заводе. В 1960—1963 годах — фельдшер. В 1963 году окончил Ташкентский медицинский институт. В том же году начал работать врачом на станции скорой помощи. В 1973—1978 годах заведовал отделом неврологии клинической больницы, в 1978—1983 годах — ассистент Ташкентского медицинского института. В течение 1983—1985 годов — врач скорой помощи в Москве. В 1985—1990 годах работал врачом поликлиники Министерства здравоохранения Узбекской ССР.
7 июля 1987 года трое крымскотатарских активистов: Фуат Аблямитов, Решат Джемилев и Сабрие Сеутова — приняли участие в организованном московскими правозащитниками открытии пресс-клуба «Гласность» и рассказали представителям иностранных СМИ о демонстрации, состоявшейся 6 июля.
Летом 1987 года в городах и районах компактного проживания крымских татар милиции предоставили «дополнительные полномочия для наведения порядка». В узбекских городах Ташкенте, Бекабаде, Сырдарье и Янгиюле в райкомы вызывались крымские татары — члены КПСС, от которых требовали подписания заявлений об осуждении действий «экстремистов» — среди них Сабрие Сеутова, Решат Джемилев, Фуат Аблямитов, Эскендер Фазылов и другие.
С 1990 по 1994 год — заместитель главного врача по лечебной работе Республиканского медицинского центра обслуживания депортированных граждан Крымской АССР.
Депутат Верховного Совета Крыма 2-го созыва (1994—1998 годы), в 1994—1997 года был членом Постоянной комиссии по охране здоровья и санаторно-курортному лечению. С февраля 1997 по апрель 1998 года — председатель Постоянной комиссии по депутатской этике и организации работы ВС АРК.
Умер в ноябре 2007 года в Симферополе после долгой болезни, перенеся инфаркт и инсульт. Семьи не имел.